# シャーク (SS-8)
|          |                                               |
| 艦歴     |                                               |
| 発注     |                                               |
| 起工     | 1901年1月11日                                 |
| 進水     | 1901年10月19日                                |
| 就役     | 1903年9月19日                                 |
| 退役     | 1919年12月12日                                |
| その後   | 標的艦として海没処分                          |
| 除籍     | 1922年1月16日                                 |
| 性能諸元 |                                               |
| 排水量   | 107トン                                       |
| 全長     | 64 ft (20 m)                                  |
| 全幅     | 12 ft (4 m)                                   |
| 吃水     | 11 ft (3 m)                                   |
| 機関     |                                               |
| 最大速   | 水上 8ノット (15 km/h) 水中 7ノット (13 km/h) |
| 乗員     | 7名                                           |
| 兵装     | 18インチ魚雷発射管1門                         |

シャーク (USS Shark, SS-8) は、アメリカ海軍の潜水艦。プランジャー級潜水艦の一隻。艦名はサメに因んで命名された。その名を持つ艦としては3隻目。

## 艦歴
シャークは1901年1月11日にニュージャージー州エリザベスのクレセント造船所で起工した。1901年10月19日に命名、進水し、1903年9月19日にニューヨーク州ニューサフォークのホーランド・トーピードボート社でチャールズ・P・ネルソン大尉の指揮下就役する。
続く3年半にわたってシャークはニューポートの海軍水雷ステーションを拠点として水雷発射試験および初期の潜水艦戦術開発に参加した。1907年3月に第1潜水小艦隊に配属されたシャークは、メリーランド州アナポリスのアメリカ海軍兵学校に配属された。
シャークは1908年4月にニューヨーク海軍工廠に入渠し、同所で4月21日に退役する。シャークは姉妹艦のポーパス (USS Porpoise, SS-7) と共に給炭艦シーザー (USS Caesar, AC-16) に搭載され、スエズ運河を経由してフィリピンに運搬された。7月にカヴィテに到着するとまもなく進水し、1908年8月14日に再就役した。
続く数年間を定期的な維持作業と訓練に費やし、シャークはカヴィテを拠点として活動した。シャークは1911年11月17日に A-7 と改名された。

### 第一次世界大戦
第一次世界大戦の間、A-7 は姉妹艦と共にカヴィテを拠点として活動し、マニラ湾の入り口を偵察した。1917年の早春にアーノルド・マーカス大尉が艦長として着任する。1917年7月24日、マニラ湾偵察の間エンジンを修理中に気化したガソリンに引火し爆発を生じた。
マーカス大尉と部下は消火活動を行ったが、彼は部下に対して甲板上から救命ボートへの乗船を命じた。最後の兵が脱出すると、マーカスは近くのモニター、モナドノック (USS Monadnock, BM-3) に救援信号を送った。マーカス自身は艦を海岸へ移動させようと試みた。彼は部下の全てが治療を受けるまで（6名がその後死亡した）自らの治療を拒絶した。マーカスは火災と爆発による負傷のため翌7月25日に死亡した。海軍は彼の献身的な英雄的行動を称えてクレムソン級駆逐艦の1隻をマーカス (USS Marcus, DD-321) と命名した。
A-7 は1918年4月1日にカヴィテで通常の状態に置かれ、1919年12月12日に退役した。1920年7月17日に船体番号 SS-8 が与えられ、その後第16海軍管区で売却の広告が出されたが、1921年に標的艦としての使用が認可された。A-7 は1922年1月16日に除籍された。